# Alois Ebner
Alois Ebner (* 19. Januar 1948 in Augsburg) ist ein deutscher Diplom-Psychologe, Neurologe und Epileptologe.

## Leben
Nach dem Abitur 1968 studierte Ebner von 1970 bis 1976 Psychologie (mit Diplom-Abschluss) und von 1972 bis 1978 Humanmedizin an der Ludwig-Maximilians-Universität in München. Seine Promotion schloss er 1979 bei Detlev Ploog mit einer Arbeit zur Registrierung akustisch evozierter Hirnstammpotentiale bei komatösen Patienten am MPI für Psychiatrie in München ab. Seine Facharztweiterbildung begann er 1978 als Stipendiat/Assistenzarzt am MPI für Psychiatrie in München, 1980 wechselte er an die Neurologische Klinik der TU München (Albrecht Struppler) und 1982 an die Neurologische Klinik der Albert-Ludwigs-Universität Freiburg (Carl Hermann Lücking). Von 1988 bis 1990 war Ebner als Oberarzt an der Neurologischen Klinik der Ammerlandklinik in Westerstede (Uwe Besinger) tätig.
1990 wechselte Ebner auf Vermittlung seines Studienfreundes Hans Holthausen und von Hans O. Lüders an die Klinik Mara des Epilepsiezentrums Bethel. Dies war mit einer zweijährigen Ausbildung bis 1992 in der Section of Epilepsy and Clinical Neurophysiology der Cleveland Clinic Foundation in Cleveland, Ohio, USA (Hans O. Lüders) verbunden. 1992 erhielt er das Zertifikat des American Board of Clinical Neurophysiology.
Am Epilepsiezentrum Bethel leitete er zunächst zusammen mit Soheyl Noachtar, Hans Holthausen und Ingrid Tuxhorn die Abteilung für Präoperative Epilepsiediagnostik. Nachdem diese zu anderen Wirkungsstätten gewechselt hatten, war er von Ende der 1990er-Jahre bis 2006 alleiniger Leitender Arzt. Nach dem Wechsel von Bernd Pohlmann-Eden nach Kanada leitete er schließlich von 2007 bis zu seinem Ruhestand 2013 die Klinik Mara als Chefarzt.

## Werk
Ebner hat zahlreiche Arbeiten auf dem Gebiet der klinischen Neurophysiologie und Epileptologie veröffentlicht, insbesondere zur präoperativen Epilepsiediagnostik sowie zum Outcome nach epilepsiechirurgischer Behandlung (146 in Medline gelistete Publikationen sowie zahlreiche Buchbeiträge).
Ebner war Mitglied der Technischen Kommission der Deutschen Gesellschaft für Klinische Neurophysiologie (DGKN), Mitglied im Editorial Board des Journal of Clinical Neurophysiology, Mitherausgeber der Zeitschrift Klinische Neurophysiologie, Mitglied der Ausbildungskommission der DGKN, Sekretär der Arbeitsgemeinschaft für prächirurgische Diagnostik und operative Epilepsietherapie und von 2001 bis 2005 zusammen mit Jürgen Bauer Herausgeber der Zeitschrift für Epileptologie der Deutschen Gesellschaft für Epileptologie.

## Auszeichnungen und Preise
- 2000: Alfred-Hauptmann-Preis des Epilepsie-Kuratoriums e.V.
- 2005: Robert-Wartenberg-Preis der Kommission „Leitende Krankenhausneurologen“ in der Deutschen Gesellschaft für Neurologie
- 2014: Ehrenmitglied der Deutschen Gesellschaft für Epileptologie
- 2015: Ehrenmitglied der Arbeitsgemeinschaft für prächirurgische Diagnostik und operative Epilepsietherapie